# 日本航空モーゼスレイク墜落事故
日本航空モーゼスレイク墜落事故（にほんこうくうモーゼスレイクついらくじこ）は、1969年6月24日に発生した航空事故である。
グラント郡国際空港で訓練飛行を行っていた日本航空90便（コンベア CV880-22M-3）が離陸時に墜落し炎上した。乗員5人中3人が死亡した。事故当時は、エンジンを1基停止させた状態での離陸訓練を行っていた。

## 事故機と乗員

### 事故機
事故機のコンベア CV880-22M-3（JA8028）は1963年に製造され、同年12月16日に日本航空が購入した。4基のゼネラル・エレクトリック CJ805-3Bエンジンを搭載しており、総飛行時間は14,278時間だった。
事故機は6月10日に羽田空港からグラント郡国際空港へ回送され、12日から訓練に使用されていた。事故当日の離陸重量は162,450lbで、重心は空力平均翼弦（MAC）の27.6%の位置にあった。これは、CV880の最大離陸重量193,000lb内に収まっており、重心もMACの許容範囲内である20.6%～32%の間にあった。

### 乗員
事故機には機長と航空機関士、訓練生3人の計5人が搭乗していた。
機長は37歳男性で、総飛行時間は7,639時間であった。機長はCV-880とダグラス DC-8での操縦資格があり、訓練教官としての資格も保有していた。教官としては、600時間の経験があり、うち100時間ほどがCV-880での訓練だった。直近のCV-880における習熟度テストでは、卓越したパフォーマンスができると評価されていた。
航空機関士は31歳男性で、総飛行時間は2,948時間であった。うちCV-880では1,114時間の飛行経験があった。航空機関士は1968年3月11日に教官としての資格を取得していた。
事故当時に機長席に着席していたのは、3人の訓練生のうちの1人（以下、訓練生A）だった。Aを含む訓練生は全員、自衛隊出身のパイロットであった。総飛行時間は2,773時間で、うちCV-880では827時間乗務しており、その中の32時間は訓練飛行などによるものだった。事故までの90日の間では、CV-880に157時間乗務しており、12時間程が機長昇格試験に対する訓練だった。
訓練生Aは1969年6月19日に行われた中間確認において、機長からBマイナスの評価を受けており、これはおおよそ半分ほどの点数だった。機長は訓練生Aについて「機長に成るのに必要な判断力と計画性が不足している」と評価していた。また、飛行計器を読み取るのに時間をかける傾向があり、最終的に機長は訓練生Aの技能は「平均またはそれ以下」であると判断した。

## 事故の経緯
15時01分、事故機はこの日2回目の訓練飛行を終えて駐機場へ到着した。記録によると、事故機の燃料計と副操縦士席側の姿勢指示器に若干の表示不良が確認されていた。しかし、飛行に問題をきたすような不具合はエンジン始動から離陸まで確認されなかった。この飛行では、副操縦士席に機長が機長席に訓練生Aが着席しており、航空機関士は機関士席に、2人の訓練生はオブザーバー席と客室の座席に着席していた。予定では、3回のタッチアンドゴー訓練を行うこととなっていた。
15時37分、90便のパイロットは管制官に気象情報を聞いた。管制官は、240度から15ノット (28 km/h)の風が吹いており、突風は20ノット (37 km/h)であると伝えた。16時01分、パイロットは滑走路32Rからの離陸準備ができたと報告し、管制官は離陸許可を出した。
離陸に際して、機長は第4エンジンの出力を下げ、訓練生Aは緊急手順を実行した。90便は6,500フィート (2,000 m)ほど滑走した後に離陸したが、50フィート (15 m)ほど上昇したところで機体が30度ほど右へヨーイングし始めた。機体は第4エンジンが地面に接触するまで傾き続けた。機体は右にスリップしながら墜落し、数秒後に火災が発生した。
燃え盛る機体から機長と航空機関士、訓練生2人の4人が脱出したが、訓練生2人はその後死亡した。機長と航空機関士は一命をとりとめたが重傷を負った。航空機関士は病院に搬送され、皮膚移植などの手術を行い、退院には4ヶ月を要した。残りの訓練生1人の遺体はコックピットの残骸から発見された。墜落の衝撃と火災により機体は完全に破壊された。火災が鎮火したのは1時間後の事だった。初期の報告では第2エンジンと第3エンジンの故障により操縦不能に陥ったことが原因だと伝えられた。

## 事故調査
国家運輸安全委員会（NTSB）が事故調査を行い、最終報告書が1970年6月17日に公表された。日本からも運輸省の調査官と日本航空の調査団が派遣された。また、運輸省はモーゼスレイクでの訓練を一時的に中止するよう指示した。
報告書では推定原因として訓練生の対処の遅れが挙げられた。機長は訓練の一環として離陸速度に達した後、エンジン1基停止時を想定し、第4エンジンをアイドル状態にした。これによりヨーイングが生じたが、訓練生は適切な回復操作を行わなかった。そのため、極度の横滑りが発生し、機長が操縦を代わった時には回復不能な状態に陥っていた。

### 安全勧告
1965年1月1日にNTSBは安全勧告を発行した。勧告では、エンジン停止時に機体がどのような動きをするのかの確認や、教官と訓練生が適切なエンジン停止手順や回復操作を認識しているかの確認などが要求された。